# Serin à ventre blanc
Crithagra dorsostriata
Espèce
Statut de conservation UICN

 LC  : Préoccupation mineure
Synonymes
- Serinus dorsostriatus

Le Serin à ventre blanc (Crithagra dorsostriata) est une espèce de passereaux appartenant à la famille des Fringillidae.

## Distribution
On trouve cette espèce dans l'est de l'Afrique.

## Sous-espèces
D'après la classification de référence (version 5.1, 2015) du Congrès ornithologique international, cette espèce est constituée des sous-espèces suivantes :
- C. d. maculicollis (Sharpe, 1895) ;
- C. d. dorsostriata (Reichenow, 1887).